# Reine Brynolfsson
Reine Claes-Göran Brynolfsson (Göteborg, 15 gennaio 1953) è un attore svedese conosciuto, tra le altre cose, per aver interpretato ruoli di spicco in molti film di Colin Nutley sebbene, dall'inizio degli anni '80, sia apparso in numerosi film, opere teatrali e adattamenti cinematografici di opere teatrali.

## Biografia
Reine Brynolfsson è nato a Göteborg e ha studiato giurisprudenza presso l'università locale prima di cambiare direzione e frequentare l'Accademia Teatrale di Malmö dal 1976 al 1979, quando Staffan Göthe era rettore. Ha lavorato per alcuni anni al Teatro Cittadino di Göteborg, dove ha ottenuto svariati ruoli in produzioni importanti quali Natten är dagens mor di Lars Norén (1982) e Kaos är granne med Gud di Björn Melander (1983). Assieme a Norén e Melander, è successivamente apparso spesso, sia in televisione che in film e al Teatro Reale Drammatico, dove dopo aver lasciato il Göteborg è stato attivo dal 1991 recitando in Och ge oss skuggorna, sempre di Norén (1991), Misura per misura (1993) e Il racconto d'inverno (1994) di Ingmar Bergman nonché in Oleanna di David Mamets  (1994).
Nel 1990 compare nel film di Colin Nutley BlackJack, dove interpretava l'alcolista Robert Mårbrink. In seguito ha recitato in diversi altri film di Nutley, tra cui Änglagård, Sista dansen, Sprängaren, Paradiset nonché in un gran numero di lungometraggi sia in svezia che all'estero, lavorando con molti registi di spicco come Bo Widerberg in Ormens väg på hälleberget, Harry Martinson in Moa, Hrafn Gunnlaugsson in Í skugga hrafnsins, Bille August in Jerusalem, I miserabili e En sång för Martin oltre a Jan Troell in As White as in Snow.
Nel 2004, ha interpretato Linneo in uno sceneggiato sulla sua vita andato in onda su SVT, mentre nel 2006 è apparso nella serie di SVT Kronprinsessan e, nel 2008, nel suo sequel Kungamordet.

## Vita privata
Brynolfsson è sposato e ha due figli.

## Filmografia

### Cinema
- Natten är dagens mor, regia di Lars Norén (1984)
- Kaos är granne med Gud, regia di Lars Norén (1984)
- Ofelia kommer til byen, regia di Jon Bang Carlsen (1985)
- Moa, regia di Harry Martinson (1986)
- Ormens väg på hälleberget, regia di Bo Widerberg (1986)
- Í skugga hrafnsins, regia di Hrafn Gunnlaugsson (1988)
- Blankt vapen, regia di Carl-Gustaf Nykvist (1990)
- BlackJack, regia di Colin Nutley (1990)
- Hammar, regia di Håkan Alexandersson (1992)
- Änglagård, regia di Colin Nutley (1992)
- Svart Lucia, regia di Rumle Hammerich (1992)
- Kojan, regia di Anders Lennberg - cortometraggio (1993)
- Colpo di fionda (Kådisbellan), regia di Åke Sandgren (1993)
- Polis polis potatismos, regia di Per Berglund (1993)
- Sista dansen, regia di Colin Nutley (1993)
- Illusioner, regia di Lars Mullback (1994)
- Pillertrillaren, regia di Björn Gunnarsson (1994)
- Änglagård - Andra sommaren, regia di Colin Nutley (1994)
- Jerusalem, regia di Bille August (1996)
- Rusar i hans famn, regia di Lennart Hjulström (1996)
- Dö en smula, regia di Mats Ekberg - cortometraggio (1997)
- Adam & Eva, regia di Måns Herngren e Hannes Holm (1997)
- En kvinnas huvud, regia di Lene Berg (1997)
- Spring för livet, regia di Richard Hobert (1997)
- Complotto a Stoccolma (Sista kontraktet), regia di Kjell Sundvall (1998)
- I miserabili (Les Misérables), regia di Bille August (1998)
- Ungfrúin góða og húsið, regia di Guðný Halldórsdóttir (1999)
- Knockout, regia di Agneta Fagerström-Olsson (2000)
- Anna, regia di Erik Wedersøe (2000)
- En sång för Martin, regia di Bille August (2001)
- As White as in Snow, regia di Jan Troell (2001)
- Sprängaren, regia di Colin Nutley (2001)
- Farbror Franks resa, regia di Björn Runge (2002)
- Bjergkuller, regia di Kari Vidø (2002)
- Kitchen stories - I racconti di cucina (Salmer fra kjøkkenet), regia di Bent Hamer (2003)
- Paradiset, regia di Colin Nutley (2003)
- Bang Bang Orangutang, regia di Simon Staho (2005)
- Blodsbröder, regia di Daniel Fridell (2005)
- Den sista hunden i Rwanda, regia di Jens Assur - cortometraggio (2006)
- Linerboard, regia di Jens Jønsson - cortometraggio (2006)
- 7 miljonärer, regia di Michael Hjorth (2006)
- Sökarna – Återkomsten, regia di Lena Koppel e Liam Norberg (2006)
- Foreldrar, regia di Ragnar Bragason (2007)
- Änglagård - tredje gången gillt, regia di Colin Nutley (2010)
- Getingdans, regia di David Färdmar - cortometraggio (2011)
- Outside Comfort, regia di Andreas J. Riiser - cortometraggio (2012)
- Känn ingen sorg, regia di Måns Mårlind e Björn Stein (2013)
- Flaket, regia di Jens Klevje e Fabian Svensson - cortometraggio (2015)
- Under pyramiden, regia di Axel Petersén (2016)
- Korparna, regia di Jens Assur (2017)

### Televisione
- Stjärnhuset - serie TV, 3 episodi (1981)
- Gösta Berlings saga - serie TV, 5 episodi (1986)
- Komedianter, regia di Björn Melander - film TV (1987)
- Måsen, regia di Björn Melander - film TV (1988)
- Den döende dandyn, regia di Anders Wahlgren - film TV (1989)
- S*M*A*S*H - miniserie TV, episodio 1x05 (1990)
- Hebriana, regia di Bo Widerberg - film TV (1990)
- Guldburen - miniserie TV, 4 episodi (1991)
- Fasadklättraren - miniserie TV, 3 episodi (1991)
- Och ge oss skuggorna, regia di Björn Melander - film TV (1993)
- Snoken - miniserie TV, episodio 1x04 (1993)
- Esters testamente - miniserie TV, 2 episodi (1995)
- Jul i Kapernaum - serie TV, episodio 1x17 (1995)
- Den sista yankeen, regia di Björn Melander - film TV (1997)
- Pip-Larssons - miniserie TV, episodio 1x07 (1998)
- The Three Friends... and Jerry - serie TV, 4 episodi (1999)
- En dag i taget - serie TV, episodio 2x01 (2001)
- Cleo - serie TV, episodio 1x09 (2002)
- Belinder auktioner - serie TV, 6 episodi (2003)
- Linné och hans apostlar - miniserie TV, 2 episodi (2004)
- Medicinmannen - serie TV, 8 episodi (2005)
- God morgon alla barn - miniserie TV, 3 episodi (2005)
- Lovisa och Carl Michael, regia di Leif Magnusson - film TV (2005)
- Kronprinsessan - serie TV, episodio 1x01 (2006)
- Leende guldbruna ögon - miniserie TV, 2 episodi (2007)
- Kungamordet - miniserie TV, 4 episodi (2008)
- Springfloden - serie TV, 7 episodi (2018)
- Thin Ice - serie TV, 6 episodi (2020)
- Love & Anarchy (Kärlek & Anarki) - serie TV, 16 episodi (2020-presente)

## Riconoscimenti
- 1997 - Guldbagge
  - Candidatura a miglior attore non protagonista per Jerusalem